# انزياح الخط الناصف
انزياح الخط الناصف هو تحول الدماغ إلى ما بعد خط الوسط. هذه العلامة قد تكون واضحة في التصوير العصبي مثل التصوير المقطعي المحوسب. تعتبر هذه العلامة نذير سيء لأنها ترتبط عادة بتشوه جذع الدماغ الذي يمكن أن يسبب خللًا خطيرًا يتضح من خلال الوضع غير الطبيعي وفشل حدقة العين في الانقباض استجابة للضوء. غالبًا ما يرتبط تحول خط الوسط بارتفاع الضغط داخل الجمجمة (ICP)، والذي يمكن أن يكون مميتًا. يعتبر تحول خط الوسط مقياسًا لضغط الدم داخل الجمجمة؛ ووجود الأول هو مؤشر على الأخير. إن وجود تحول في خط الوسط هو مؤشر لجراحي الأعصاب لاتخاذ التدابير اللازمة لمراقبة وضبط الضغط داخل الجمجمة. في هذه الحالة الجراحة الفورية ضرورية عندما يكون هناك تحول في خط الوسط يزيد عن 5مم. هذه الحالة تحدث لعدة أسباب وتشمل: إصابة الدماغ الرضحية، السكتة الدماغية، أو الورم الدموي، أو تشوه الولادة الذي يؤدي إلى ارتفاع الضغط داخل الجمجمة.

## طرق الكشف
يكتشف الأطباء تحول خط الوسط باستخدام مجموعة متنوعة من الأساليب. يتم إجراء القياس الأكثر بروزًا عن طريق فحص التصوير المقطعي المحوسب، (CT) ومعيار التصوير المقطعي المحوسب الذهبي هو الإجراء التشغيلي الموحد للكشف عن MLS. نظرًا لأن تحول خط الوسط يمكن رؤيته بسهولة في كثير من الأحيان باستخدام التصوير المقطعي المحوسب، فإن الدقة العالية للتصوير بالرنين المغناطيسي (MRI) ليست ضرورية، ولكن يمكن استخدامها للحصول على نتائج مناسبة بنفس القدر. يمكن استخدام طرق أحدث مثل التصوير بالموجات فوق الصوتية بجانب السرير مع المرضى الذين يعانون من حالات عصبية حرجة والذين لا يستطيعون الخضوع لبعض الفحوصات بسبب اعتمادهم على أجهزة التنفس الصناعي أو أجهزة الرعاية الأخرى. لقد أثبتت تقنية التصوير بالموجات فوق الصوتية أنها مرضية في قياس MLS، ولكن لا يُتوقع أن تحل محل التصوير المقطعي المحوسب أو التصوير بالرنين المغناطيسي. يتم استخدام خوارزميات القياس الآلية للتعرف الدقيق والدقة في القياسات من فحص التصوير المقطعي المحوسب الأولي.
من الفوائد الرئيسية لاستخدام أدوات التعرف الآلي القدرة على قياس حتى أكثر الأدمغة تشوهًا لأن الطريقة لا تعتمد على تناسق الدماغ الطبيعي. كما أنه يقلل من فرصة الخطأ البشري من خلال اكتشاف MLS من مجموعة صور كاملة مقارنة باختيار الشريحة الأكثر أهمية، مما يسمح للكمبيوتر بالقيام بالعمل الذي كان يتم إجراؤه يدويًا في السابق.

## هياكل خط الوسط
يتم التحقيق عادة في ثلاثة هياكل رئيسية عند قياس تحول خط الوسط. وأهمها الحاجز الشفاف، وهو طبقة رقيقة وخطية من الأنسجة تقع بين البطينين الأيمن والأيسر. يمكن العثور عليه بسهولة في صور الأشعة المقطعية أو التصوير بالرنين المغناطيسي بسبب كثافته الفريدة. تشمل البنيتان المهمتان الأخريان لخط الوسط البطين الثالث والغدة الصنوبرية، وكلاهما يقعان في وسط الحاجز الشفاف وذنبيًا. إن تحديد موقع هذه الهياكل في الدماغ التالف مقارنة بالدماغ غير المصاب هو طريقة أخرى لتصنيف شدة تحول خط الوسط. ترتبط المصطلحات الخفيفة والمتوسطة والشديدة بمدى الضرر المتزايد.

## تحول خط الوسط في التشخيصات
تستخدم قياسات وتصوير تحول خط الوسط في تطبيقات متعددة. يتم تحديد شدة الضرر الذي يصيب الدماغ من خلال حجم التغيير في التناظر. هناك استخدام آخر وهو الفحص الثانوي لتحديد الانحرافات في صدمات الدماغ في أوقات مختلفة بعد الإصابة الرضحية وكذلك التحولات الأولية مباشرة بعد ذلك. إن شدة التحول تتناسب طرديا مع احتمالية إجراء عملية جراحية. يمكن أيضًا استخدام درجة MLS لتشخيص المرض الذي تسبب فيها. يمكن استخدام قياس MLS للتمييز بنجاح بين مجموعة متنوعة من الحالات داخل الجمجمة بما في ذلك الورم الدموي تحت الجافية الحاد، احتشاء الشريان الدماغي الأوسط الخبيث، الورم الدموي فوق الجافية، النزيف تحت العنكبوتية، الورم الدموي تحت الجافية المزمن، الاحتشاء، النزيف داخل البطين، مزيج من هذه الأعراض، أو غياب الضرر ذي الصلة تمامًا.